# Giovanni Niccolo
Giovanni Niccolo (també Giovanni Nicolao) va ser un pintor jesuïta italià.

## Biografia
El 1583, va ser enviat a fundar una acadèmia de pintura anomenada El Seminari de Pintors al Japó portuguès. Aquesta acadèmia, fundada el 1590 es convertiria en la més important de l'escola de pintura occidental a Àsia. Un cop allà, Niccolo també va crear objectes de culte per al seu ús per les esglésies catòliques i els fidels conversos. Menys de tres dècades després, va ser expulsat de l'arxipèlag japonès. Les seves imatges preferides van ser principalment Salvator Mundi i La Mare de Déu.